# Dick Dolack
Francis Richard Anthony „Dick“ Dolack (* 6. August 1934 in Chicago, Illinois; † 29. Dezember 2018 in Norton Shores, Michigan) war ein US-amerikanischer Schiedsrichter im American Football, der von der Saison 1965 bis zur Saison 1991 in der NFL tätig war. Er trug die Uniform mit der Nummer 31, außer in den Spielzeiten 1979 bis 1981, in denen positionsbezogene Nummern vergeben wurden.

## Karriere
Dolack begann im Jahr 1965 seine NFL-Laufbahn als Field Judge. Nach der Fusion der AFL und NFL im Jahr 1970 bekleidete er ebenfalls die Position des Field Judge in der neuen NFL.
Er war Field Judge im Super Bowl IX in der Crew unter der Leitung von Hauptschiedsrichter Bernie Ulman. Zudem war er Teil des Schiedsrichtergespanns im Pro Bowl 1971 unter der Leitung von Fred Silva.
Zum Ende der Saison 1991 trat er als Schiedsrichter zurück.